# Публій Корнелій Сципіон Назіка (претор)
Пу́блій Корне́лій Сципіо́н Назі́ка (лат. Publius Cornelius Scipio Nasica; 133 до н. е. — після 80 до н. е.), політичний, державний та військовий діяч Римської республіки, претор 93 року до н. е.

## Життєпис
Походив з впливового роду нобілів Корнеліїв Сципіонів. Син Публія Сципіона Назіки Серапіона, консула 111 року до н. е. і Цецилії Метелли.
У 93 році до н. е. його було призначено претором. Під час своєї каденції придушив повстання в Іспанії. У 80 році до н. е. виступав як один з адвокатів Секста Росція з Амерії, якого звинувачували у вбивстві батька. 
З того часу про подальшу долю Публія Корнелія відомостей немає.

#### Родина
Дружина — Ліцинія Пріма, дочка Луція Ліцинія Красса, консула 95 року до н. е.
Діти:
- Квінт Цецилій Метелл Пій Сципіон Назіка, консул 52 року до н. е.
- Луцій Ліциній Красс Сципіон